# Blommersia nataliae
Blommersia nataliae is een kikker uit de familie gouden kikkers (Mantellidae). De soort werd voor het eerst wetenschappelijk beschreven door Vieites, Nieto-Roman, Fernandez en Santos-Santos in 2020.